# Tervaskanto
Tervaskanto je četvrti studijski album finskog folk metal sastava Korpiklaani, snimljen u Fantom Studios pod vodstvom producenta Samua Oittinena.

## Popis pjesama
1. "Let's Drink" – 2:44
2. "Tervaskanto" (Resinous Stump) – 3:55
3. "Viima" (Icy Wind) – 3:34
4. "Veriset Äpärät" (Bloody Bastards Children) – 4:28
5. "Running with Wolves" [Instrumental] – 3:53
6. "Liekkiön Isku" (The Strike of Liekkiö) – 2:56
7. "Palovana" (Inner Fire) – 5:05
8. "Karhunkaatolaulu" (Bear Hunt Song) – 2:53
9. "Misty Fields" – 3:25
10. "Vesilahden Veräjillä" (At the Gates of Vesilahti) – 6:59
11. "Nordic Feast" [Instrumental] – 2:47